# Episodes
Episodes è una sitcom britannico-statunitense trasmessa dal 2011 al 2017 negli Stati Uniti su Showtime e dal giorno successivo nel Regno Unito su BBC Two.
L'11 aprile 2016 è stata confermata la produzione di una quinta e ultima stagione, che è andata in onda dal 20 agosto 2017.

## Trama
La serie segue le vicende di due coniugi inglesi Beverly e Sean Lincoln, di mestiere sceneggiatori televisivi, che si trasferiscono a Los Angeles per scrivere il remake statunitense della loro serie TV di successo che però viene completamente stravolta dalla produzione americana. Per interpretare il ruolo del protagonista viene ingaggiato Matt LeBlanc, che il pubblico vede ancora e soltanto come Joey e che cerca di modificare lo show perché meglio si adatti alle sue caratteristiche scontrandosi con i Lincoln i quali nel frattempo devono abituarsi al nuovo stile di vita e alle personalità tipiche di Hollywood come il produttore Merc Lapidus, la sua assistente Carol e i protagonisti dello show Matt e Morning.

## Personaggi e interpreti

### Principali
- Matt LeBlanc interpreta se stesso.
- Sean Lincoln, interpretato da Stephen Mangan.
- Beverly Lincoln, interpretata da Tamsin Greig.
- Merc Lapidus, interpretato da John Pankow.
- Carol Rance, interpretata da Kathleen Rose Perkins.
- Morning Randolph, interpretata da Mircea Monroe.

### Ricorrenti
- Jamie Lapidus, interpretata da Genevieve O'Reilly.
- Castor Sotto, interpretato da Chris Diamantopoulos.
- Helen Basch, interpretata da Andrea Savage.
- Andy Button, interpretato da Joseph May.
- Myra Licht, interpretata da Daisy Haggard.
- Andrew Lesley, interpretato da Oliver Kieran-Jones.
- Diane, interpretata da Fiona Glascott.
- Labia, interpretata da Sophie Rundle.
- Wendy, interpretata da Scarlett Rose Patterson.
- Sanford Shamiro, interpretato da Nigel Planer.
- Stoke, interpretato da Sam Palladio.
- Jason, interpretato da Harry McEntire.
- Kevin, interpretato da Jacob Anderson.
- Brian, interpretato da Lucien Laviscount.
- Regista, interpretato da Demetri Goritsas.
- "Pucks!" Boy, interpretato da Eros Vlahos.
- Psichiatra, interpretato da John Ross Bowie.
- Elliott Salad, interpretato da Michael Brandon.
- Bob, interpretato da Geoffrey McGivern.
- Amanda, interpretata da Jenna Augen.
- Jason, interpretato da Roger Bart.
- Dawn, interpretata da Tracy Spiridakos.
- Eileen Jaffe, interpretata da Andrea Rosen.
- Rob Randolph, interpretato da James Purefoy.
- Wallace, interpretato da Lou Hirsch.
- William, interpretato da William Hope.
- Anthony Powner Smith, interpretato da Rufus Jones.
- Tim Whittick, interpretato da Bruce Mackinnon.

## Episodi
| Stagione         | Episodi | Prima TV UK | Prima TV Italia |
| ---------------- | ------- | ----------- | --------------- |
| Prima stagione   | 7       | 2011        | inedita         |
| Seconda stagione | 9       | 2012        | inedita         |
| Terza stagione   | 9       | 2014        | inedita         |
| Quarta stagione  | 9       | 2015        | inedita         |
| Quinta stagione  | 7       | 2017        | inedita         |